# Asindeto
L'asindeto è una figura retorica che consiste in un'elencazione di termini o in una coordinazione di più proposizioni, senza l'uso di congiunzioni, con l'ausilio di più segni di punteggiatura debole. Il termine deriva dal greco antico ἀσύνδετον?, asýndeton, "slegato", cioè «giustapposto senza legami».
L'asindeto può rendere il testo incalzante ma anche lento e pacatissimo. Non va confuso con il polisindeto.

## Esempi
(Alessandro Manzoni, Promessi Sposi, capitolo XIII)
Nell'imo petto, grave, salda, immota

Come colonna adamantina, siede

Noia immortale […]»
(Giacomo Leopardi, Canti, canto XIX - Al conte Carlo Pepoli)
le cortesie, l'audaci imprese io canto

[…]»
(Ludovico Ariosto, Orlando furioso, canto I)
(Gaio Giulio Cesare, dopo la battaglia di Zela, 47 a.C.)
(Celebre film di Sergio Leone)
È possibile rintracciarlo anche in frasi di uso comune, quotidiano come "detto fatto"; "mi piace, lo prendo"; "non vengo: non ho tempo".